# Bergsjön, Norrbotten
Bergsjön är en sjö i Bodens kommun i Norrbotten och ingår i Vitåns huvudavrinningsområde.